# 河鼓一
河鼓一（天鷹座β），又名BD+06 4357，HD 188512、SAO 125235、HR 7602，是天鷹座的一颗恒星，视星等为3.71，位于銀經46.13，銀緯-11.09，其B1900.0坐标为赤經19h 50m 24s，赤緯+6° -11.09′ 25″。